# 里斯本 (康乃狄克州)
里斯本（英語：Lisbon）是一個位於美國康乃狄克州新倫敦縣的城鎮。

## 地理
里斯本的座標為41°36′14″N 72°00′42″W / 41.60389°N 72.01167°W，而該地的平均海拔高度為100米（即328英尺）。

## 人口
根據2010年美國人口普查的數據，里斯本的面積為43.00平方千米，當中陸地面積為42.00平方千米，而水域面積為1.00平方千米。當地共有人口4338人，而人口密度為每平方千米100.88人。